# Anodonthyla
Anodonthyla es un género de ranas de la familia Microhylidae que es endémico de Madagascar. 

## Especies
Se reconocen las siguientes 12 especies:
- Anodonthyla boulengerii Müller, 1892
- Anodonthyla emilei Vences, Glaw, Köhler & Wollenberg, 2010
- Anodonthyla eximia Scherz, Hutter, Rakotoarison, Riemann, Rödel, Ndriantsoa, Glos, Roberts, Crottini, Vences & Glaw, 2019
- Anodonthyla hutchisoni Fenolio, Walvoord, Stout, Randrianirina & Andreone, 2007
- Anodonthyla jeanbai Vences, Glaw, Köhler & Wollenberg, 2010
- Anodonthyla montana Angel, 1925
- Anodonthyla moramora Glaw & Vences, 2005
- Anodonthyla nigrigularis Glaw & Vences, 1992
- Anodonthyla pollicaris (Boettger, 1913)
- Anodonthyla rouxae Guibé, 1974
- Anodonthyla theoi Vences, Glaw, Köhler & Wollenberg, 2010
- Anodonthyla vallani Vences, Glaw, Köhler & Wollenberg, 2010